# بي جيه بن
جاي دي «بي جيه» بن الثالث (بالإنجليزية: Jay Dee "B.J." Penn III؛ مواليد 13 ديسمبر 1978) هو مقاتل أمريكي محترف سابق في فنون القتال المختلطة وممارس جيو جيتسو برازيلية ويحمل الحزام الأسود من الدرجة الخامسة. كان بطل يو إف سي للوزن الخفيف وبطل يو إف سي لوزن الوسط سابقًا، وهو الثاني من بين تسعة مقاتلين في تاريخ يو إف سي يفوزون بألقاب في فئات وزن متعددة.

## نشأته والتعليم
وُلِد بن في هاواي لأبويه جاي دي بن، وهو من أصل أيرلندي أمريكي، ولورين شين، وهي من أصل كوري وهاوائي. في سن السابعة عشر، بدأ بن التدريب على رياضة الجيو جيتسو البرازيلية بعد أن عرّفه عليها جاره توم كالوس. كان كالوس قد وضع منشورات في صالات الألعاب الرياضية المحلية بحثًا عن أشخاص للتدرَّب معهم، واتصل والد بي جيه جاي دي بن بكالوس وقال إن أولاده مهتمون. ثم قام كالوس بتعليم بي جيه وشقيقه ما يعرفه. بعد ذلك بوقت قصير، انتقل بي جيه إلى سان خوسيه، كاليفورنيا، لبدء التدريب في أكاديمية رالف غراسي للجيو جيتسو البرازيلية مع ديف كاماريلو، الذي عاش معه وأصبح صديقًا مقربًا. كان هنا خلال فترة وجوده في سان خوسيه حيث قرر متابعة مسيرة الفنون القتالية المختلطة.

## البطولات والإنجازات

### فنون القتال المختلطة
- يو إف سي
  - قاعة مشاهير يو إف سي (الجناح الحديث، دفعة 2015)
  - بطولة يو إف سي للوزن الخفيف (مرة واحدة)
    - ثلاث دفاعات ناجحة عن اللقب
    - بالمشاركة مع (بونسون هاندرسون، فرانكي إدغار، إسلام ماخاشيف وحبيب نورمحمدوف) أكبر عدد من الدفاعات المتتالية عن لقب الوزن الخفيف في تاريخ يو إف سي (3)
    - أكثر عدد من نزالا على اللقب في تاريخ فئة الوزن الخفيف في يو إف سي (8)
    - أكثر من أنهى نزالات اللقب في تاريخ فئة الوزن الخفيف في يو إف سي (4)
    - أكثر عدد من الضربات القاضية في نزالات اللقب في تاريخ فئة الوزن الخفيف في يو إف سي (2)

  - بطولة يو إف سي لوزن الوسط (مرة واحدة)
  - البطل المشارك في بطولة يو إف سي 41 للوزن الخفيف (تعادل مع كول أونو في المباراة النهائية)
  - تم توحيد بطولة يو إف سي للوزن الخفيف بشكل غير رسمي1
  - قتال الليلة (مرتين) ضد مات هيوز 2، نيك دياز
  - أفضل ضربة قاضية في الليلة (مرة واحدة) ضد مات هيوز 3
  - أفضل إخضاع في الليلة (مرتين) ضد جو ستيفنسون، كيني فلوريان
  - جائزة تاب أوت لليلة (مرة واحدة) ضد مات هيوز 1
  - ثاني بطل متعدد الفئات في تاريخ يو إف سي
  - المقاتل الوحيد الذي فاز بكل من بطولة يو إف سي للوزن الخفيف وبطولة يو إف سي لوزن الوسط
  - ثاني أطول سلسلة خسائر في تاريخ يو إف سي (7) (خلف توني فيرغسون)[8][9]
    - بالمشاركة مع (توني فيرغسون) في ثاني أطول سلسلة بدون فوز في تاريخ يو إف سي (8) (خلف سام ألفي)[10]

## سجل فنون القتال المختلطة
| السجل المهني |        |          |
| 32 نزال      | 16 فوز | 14 خسارة |
| ضربة قاضية   | 7      | 4        |
| إخضاع        | 6      | 1        |
| قرار القضاة  | 3      | 9        |
| تعادل        | 2      | 2        |

| النتيجة | السجل   | الخصم          | الطريقة                            | الحدث                                        | التاريخ        | الجولة | الوقت | المكان                                      | الملاحظات |
| ------- | ------- | -------------- | ---------------------------------- | -------------------------------------------- | -------------- | ------ | ----- | ------------------------------------------- | --- |
| خسر     | 16–14–2 | كلاي غويدا     | قرار القضاة (بالإجماع)             | يو إف سي 237                                 | 11 مايو 2019   | 3      | 5:00  | ريو دي جانيرو، البرازيل                     | |
| خسر     | 16–13–2 | ريان هال       | إخضاع (خطاف الكعب)                 | يو إف سي 232                                 | 29 ديسمبر 2018 | 1      | 2:46  | إنغليووود، كاليفورنيا، الولايات المتحدة     | العودة للوزن الخفيف. |
| خسر     | 16–12–2 | دينيس سيفر     | قرار القضاة (بالأغلبية)            | يو إف سي ليلة القتال: كييزا ضد لي            | 25 يونيو 2017  | 3      | 5:00  | أوكلاهوما سيتي، أوكلاهوما، الولايات المتحدة | |
| خسر     | 16–11–2 | يائير رودريغيز | ضربة فنية قاضية (باللكمات)         | يو إف سي ليلة القتال: رودريغيز ضد بن         | 15 يناير 2017  | 2      | 0:24  | فينيكس، أريزونا، الولايات المتحدة           | |
| خسر     | 16–10–2 | فرانكي إدغار   | ضربة فنية قاضية (باللكمات)         | المقاتل النهائي: نهائي فريق إدغار ضد فريق بن | 6 يوليو 2014   | 3      | 4:16  | لاس فيغاس، نيفادا، الولايات المتحدة         | أول ظهور في وزن الريشة. |
| خسر     | 16–9–2  | روري ماكدونالد | قرار القضاة (بالإجماع)             | يو إف سي على فوكس: هندرسون ضد دياز           | 8 ديسمبر 2012  | 3      | 5:00  | سياتل، واشنطن، الولايات المتحدة             | |
| خسر     | 16–8–2  | نيك دياز       | قرار القضاة (بالإجماع)             | يو إف سي 137                                 | 29 أكتوبر 2011 | 3      | 5:00  | لاس فيغاس، نيفادا، الولايات المتحدة         | الفائز سيُناقس على لقب بطولة يو إف سي لوزن الوسط. قتال الليلة.                                                                                  |
| تعادل   | 16–7–2  | جون فيتش       | تعادل (بالأغلبية)                  | يو إف سي 127                                 | 27 فبراير 2011 | 3      | 5:00  | سيدني، أستراليا                             | |
| فاز     | 16–7–1  | مات هيوز       | ضربة قاضية (باللكمات)              | يو إف سي 123                                 | 20 نوفمبر 2010 | 1      | 0:21  | أوبورن هيلز، ميشيغان، الولايات المتحدة      | العودة إلى وزن الوسط. أفضل ضربة قاضية الليلة.                                                                                                  |
| خسر     | 15–7–1  | فرانكي إدغار   | قرار القضاة (بالإجماع)             | يو إف سي 118                                 | 28 أغسطس 2010  | 5      | 5:00  | بوسطن، ماساتشوستس، الولايات المتحدة         | على لقب بطولة يو إف سي للوزن الخفيف. |
| خسر     | 15–6–1  | فرانكي إدغار   | قرار القضاة (بالإجماع)             | يو إف سي 112                                 | 10 أبريل 2010  | 5      | 5:00  | أبو ظبي، الإمارات العربية المتحدة           | خسر لقب بطولة يو إف سي للوزن الخفيف. |
| فاز     | 15–5–1  | دييغو سانشيز   | ضربة فنية قاضية (إيقاف الطبيب)     | يو إف سي 107                                 | 12 ديسمبر 2009 | 5      | 2:37  | ممفيس، تينيسي، الولايات المتحدة             | دافع عن لقب بطولة يو إف سي للوزن الخفيف. حطم الرقم القياسي لأكبر عدد من الدفاعات المتتالية عن لقب بطولة يو إف سي للوزن الخفيف (3).             |
| فاز     | 14–5–1  | كيني فلوريان   | إخضاع (خنق خلفي عاري)              | يو إف سي 101                                 | 8 أغسطس 2009   | 4      | 3:54  | فيلادلفيا، بنسلفانيا، الولايات المتحدة      | دافع عن لقب بطولة يو إف سي للوزن الخفيف. أفضل إخضاع في الليلة.                                                                                 |
| خسر     | 13–5–1  | جورج سانت بيير | ضربة فنية قاضية (إيقاف الزاوية)    | يو إف سي 94                                  | 31 يناير 2009  | 4      | 5:00  | لاس فيغاس، نيفادا، الولايات المتحدة         | على لقب بطولة يو إف سي لوزن الوسط. |
| فاز     | 13–4–1  | شون شيرك       | ضربة فنية قاضية (بالركبة واللكمات) | يو إف سي 84                                  | 24 مايو 2008   | 3      | 5:00  | لاس فيغاس، نيفادا، الولايات المتحدة         | دافع عن لقب بطولة يو إف سي للوزن الخفيف. |
| فاز     | 12–4–1  | جو ستيفنسون    | إخضاع (خنق خلفي عاري)              | يو إف سي 80                                  | 19 يناير 2008  | 2      | 4:02  | نيوكاسل أبون تاين، إنجلترا                  | فاز بلقب بطولة يو إف سي للوزن الخفيف الشاغر. أفضل إخضاع في الليلة.                                                                             |
| فاز     | 11–4–1  | جينس بولفر     | إخضاع (خنق خلفي عاري)              | نهائي المقاتل النهائي 5                      | 23 يونيو 2007  | 2      | 3:12  | لاس فيغاس، نيفادا، الولايات المتحدة         | العودة للوزن الخفيف. |
| خسر     | 10–4–1  | مات هيوز       | ضربة فنية قاضية (باللكمات)         | يو إف سي 63                                  | 23 سبتمبر 2006 | 3      | 3:53  | آناهايم، كاليفورنيا، الولايات المتحدة       | على لقب بطولة يو إف سي لوزن الوسط. قتال الليلة.                                                                                                |
| خسر     | 10–3–1  | جورج سانت بيير | قرار القضاة (بالانقسام)            | يو إف سي 58                                  | 4 مارس 2006    | 3      | 5:00  | لاس فيغاس، نيفادا، الولايات المتحدة         | العودة إلى وزن الوسط. الفائز سيُنافس على بطولة يو إف سي لوزن الوسط.                                                                             |
| فاز     | 10–2–1  | رينزو غراسي    | قرار القضاة (بالإجماع)             | كيه-1: سباق الجائزة الكبرى العالمي في هاواي  | 29 يوليو 2005  | 3      | 5:00  | هونولولو، هاواي، الولايات المتحدة           | نزال في وزن خفيف الثقيل؛ كان وزن بن 191 رطلاً ووزن غراسي 185 رطلاً.                                                                              |
| خسر     | 9–2–1   | ليوتو ماتشيدا  | قرار القضاة (بالإجماع)             | كيه-1: البطل 1                               | 26 مارس 2005   | 3      | 5:00  | سايتاما، اليابان                            | نزال الوزن المفتوح؛ كان وزن بن 191 رطلاً ووزن ماتشيدا 225 رطلاً.                                                                                 |
| فاز     | 9–1–1   | رودريغو غراسي  | قرار القضاة (بالإجماع)             | كيه-1 رمبل أون ذا روك 6                      | 20 نوفمبر 2004 | 3      | 5:00  | هونولولو، هاواي، الولايات المتحدة           | أول ظهور في الوزن المتوسط. |
| فاز     | 8–1–1   | دوين لودفيغ    | إخضاع (خنق مثلث الذراع)            | كيه-1 إم إم إيه: رومانيكس                    | 22 مايو 2004   | 1      | 1:45  | سايتاما، اليابان                            | |
| فاز     | 7–1–1   | مات هيوز       | إخضاع (خنق خلفي عاري)              | يو إف سي 46                                  | 31 يناير 2004  | 1      | 4:39  | لاس فيغاس، نيفادا، الولايات المتحدة         | أول ظهور في وزن الوسط. فاز بلقب بطولة يو إف سي لوزن الوسط. تم تجريد بين من اللقب في 17 مايو 2004 بعد مغادرته يو إف سي في أعقاب نزاع على العقد. |
| فاز     | 6–1–1   | تاكانوري غومي  | إخضاع (خنق خلفي عاري)              | كيه-1 رمبل أون ذا روك 4                      | 10 أكتوبر 2003 | 3      | 2:35  | هونولولو، هاواي، الولايات المتحدة           | فاز بلقب بطولة رمبل أون ذا روك للوزن الخفيف.                                                                                                   |
| تعادل   | 5–1–1   | كول أونو       | تعادل (بالانقسام)                  | يو إف سي 41                                  | 28 فبراير 2003 | 5      | 5:00  | أتلانتيك سيتي، نيو جيرسي، الولايات المتحدة  | على لقب بطولة يو إف سي للوزن الخفيف الشاغر. نهائي بطولة يو إف سي للوزن الخفيف.                                                                 |
| فاز     | 5–1     | مات سيرا       | قرار القضاة (بالإجماع)             | يو إف سي 39                                  | 27 سبتمبر 2002 | 3      | 5:00  | أونكاسفيل، كونيتيكت، الولايات المتحدة       | نصف نهائي بطولة يو إف سي للوزن الخفيف. |
| فاز     | 4–1     | باول كريغتون   | ضربة فنية قاضية (باللكمات)         | يو إف سي 37                                  | 10 مايو 2002   | 2      | 3:23  | بوسير سيتي، لويزيانا، الولايات المتحدة      | |
| خسر     | 3–1     | جينس بولفر     | قرار القضاة (بالأغلبية)            | يو إف سي 35                                  | 11 يناير 2002  | 5      | 5:00  | أونكاسفيل، كونيتيكت، الولايات المتحدة       | على لقب بطولة يو إف سي للوزن الخفيف. |
| فاز     | 3–0     | كول أونو       | ضربة قاضية (باللكمات)              | يو إف سي 34                                  | 2 نوفمبر 2001  | 1      | 0:11  | لاس فيغاس، نيفادا، الولايات المتحدة         | الفائز سيُنافس على بطولة يو إف سي للوزن الخفيف.                                                                                                 |
| فاز     | 2–0     | دين توماس      | ضربة قاضية (بالركبة واللكمات)      | يو إف سي 32                                  | 29 يونيو 2001  | 1      | 2:42  | شرق رواذرفورد، نيو جيرسي، الولايات المتحدة  | |
| فاز     | 1–0     | جوي جيلبرت     | ضربة فنية قاضية (باللكمات)         | يو إف سي 31                                  | 4 مايو 2001    | 1      | 4:57  | أتلانتيك سيتي، نيو جيرسي، الولايات المتحدة  | أول ظهور في الوزن الخفيف. |

## نزالات الدفع مقابل المشاهدة
| #                | الحدث            | النزال                 | التاريخ          | المبلغ    |
| ---------------- | ---------------- | ---------------------- | ---------------- | --------- |
| 1.               | يو إف سي 63      | هيوز ضد بن             | 23 سبتمبر 2006   | 400،000   |
| 2.               | يو إف سي 80      | بن ضد ستيفنسون         | 19 يناير 2008    | 225،000   |
| 3.               | يو إف سي 84      | بن ضد شيرك             | 24 مايو 2008     | 475،000   |
| 4.               | يو إف سي 94      | جورج سانت بيير ضد بن 2 | 31 يناير 2009    | 920،000   |
| 5.               | يو إف سي 101     | بن ضد فلوريان          | 8 أغسطس 2009     | 850،000   |
| 6.               | يو إف سي 107     | بن ضد سانشيز           | 12 ديسمبر 2009   | 620،000   |
| 7.               | يو إف سي 112     | بن ضد إدغار (مشترك)    | 10 أبريل 2010    | 500،000   |
| 8.               | يو إف سي 118     | إدغار ضد بن 2          | 28 أغسطس 2010    | 570،000   |
| 9.               | يو إف سي 123     | هيوز ضد بن (مشترك)     | 20 نوفمبر 2010   | 500،000   |
| 10.              | يو إف سي 127     | بن ضد فيتش             | 27 فبراير 2011   | 260،000   |
| 11.              | يو إف سي 137     | بن ضد دياز             | 29 أكتوبر 2011   | 280،000   |
| إجمالي المدفوعات | إجمالي المدفوعات | إجمالي المدفوعات       | إجمالي المدفوعات | 5،600،000 |

## فيلموغرافيا

### السينما والتلفزيون
| العام | العنوان                                        | الدور      | ملاحظات        |
| ----- | ---------------------------------------------- | ---------- | -------------- |
| 2007  | The Ultimate Fighter 5                         | نفسه       | المدرب الرئيسي |
| 2008  | رينزو غراسي: الإرث                             | نفسه       |                |
| 2009  | بي جيه بن: 90 يومًا                             | نفسه       |                |
| 2009  | لا تستسلم أبدا                                 | BJ         |                |
| 2010  | آخر مكالمة مع كارسون دالي                      | نفسه       |                |
| 2010  | إي إس بي إن: علوم الرياضة                      | نفسه       |                |
| 2011  | مكافحة الخوف                                   | نفسه       |                |
| 2011  | هاواي فايف-0                                   | عضو الكابو |                |
| 2012  | إم إم إيه مباشر بدون رقابة                     | نفسه       |                |
| 2012  | المقاتلون                                      | نفسه       |                |
| 2014  | The Ultimate Fighter: Team Edgar vs. Team Penn | نفسه       | المدرب الرئيسي |
| 2014  | يو إف سي تقدم مانا: بي جيه بن                  | نفسه       |                |

### ألعاب الفيديو
| العام | العنوان                   | الدور |
| ----- | ------------------------- | ----- |
| 2002  | يو إف سي: ثرو داون        | نفسه  |
| 2003  | يو إف سي: تاب أوت 2       | نفسه  |
| 2004  | يو إف سي: التأثير المفاجئ | نفسه  |
| 2009  | يو إف سي 2009 بلا منازع   | نفسه  |
| 2010  | يو إف سي بلا منازع 2010   | نفسه  |
| 2012  | يو إف سي بلا منازع 3      | نفسه  |
| 2014  | إي إيه سبورتس يو إف سي    | نفسه  |
| 2016  | إي إيه سبورتس يو إف سي 2  | نفسه  |
| 2018  | إي إيه سبورتس يو إف سي 3  | نفسه  |
| 2020  | إي إيه سبورتس يو إف سي 4  | نفسه  |

## الملاحظات
1. 1 2  تحت تدريب أندريه بيديرنيراس[2]

## وصلات خارجية
- بي. بين على موقع يو إف سي (الإنجليزية)
- بي. بين على موقع شيردوغ (الإنجليزية)
- بي. بين على موقع Tapology.com (الإنجليزية)
- بي. بين على موقع IMDb (الإنجليزية)
- بي. بين على موقع قاعدة بيانات الفيلم (الإنجليزية)